# Elephunk
Elephunk is het derde album van The Black Eyed Peas. Het album werd uitgebracht op 24 juni 2003.
Met dit album brak de band door en het was tevens het eerste album waarop hun nieuwe zangeres Stacy Ferguson (Fergie) te horen was. De singles van dit album zijn: Where is the love, Shut up, Hey Mama, Let's Get It Started en The Apl Song. Veel nummers op het album werden bekend omdat ze in reclames in de Verenigde Staten werden gedraaid. Let's get retarded werd Let's get it started en werd onder die titel in reclames over de playoffs van de NBA gebruikt. Verder werd Boogie That Be gebruikt in reclames over iPods en in de film Walking Tall. Wereldwijd ging het album 8,5 miljoen keer over de toonbank.

## Tracklist
1. Hands Up - 3:35
2. Labor Day (It's a Holiday) - 3:58
3. Let's Get It Started - 3:35
4. Hey Mama (met Tippa Irie) - 3:34
5. Shut Up - 4:56
6. Smells Like Funk - 5:04
7. Latin Girls (met Debi Nova & Dante Santiago) - 6:17
8. Sexy (met Sérgio Mendes) - 4:43
9. Fly Away - 3:35
10. The Boogie That Be - 5:12
11. The Apl Song - 2:54
12. Anxiety (met Papa Roach) - 3:38
13. Where Is the Love? (met Justin Timberlake) - 4:32
14. Third Eye - 3:43

## Singles
1. Where is the Love
2. Shut Up
3. Hey Mama
4. Let's get it Started
5. The Apl Song

## Hitlijsten
| Albumhitlijst (2005/2006) | Hoogste positie |
| ------------------------- | --------------- |
| Australië                 | 1               |
| Oostenrijk                | 3               |
| Brazilië                  | 4               |
| Canada                    | 2               |
| Denemarken                | 3               |
| Nederland                 | 5               |
| Duitsland                 | 6               |
| Finland                   | 3               |
| Frankrijk                 | 2               |
| Italië                    | 6               |
| Mexico                    | 1               |
| Nieuw-Zeeland             | 2               |
| Noorwegen                 | 2               |
| Spanje                    | 5               |
| Zweden                    | 5               |
| Zwitserland               | 1               |
| Verenigde Staten          | 14              |
| Engeland                  | 4               |

Will.i.am · Apl.de.ap · Taboo · Fergie